# Sabrina, mala vještica (televizijska serija)
Sabrina, mala vještica je američka fantastična humoristična serija (sitcom). Emitirala se u SAD-u na ABC-ju i u Hrvatskoj na RTL televiziji 2004. – 2006.

## Premisa
Glavna glumica bila je Melissa Joan Hart kao Sabrina Spellman, tinejdžerica s magičnim moćima, koja je živjela s tetama koje su se zvale Zelda (Beth Broderick) i Hilda (Caroline Rhea), te čarobna mačka koja govori, Salem. Osim fantastičnih dijelova, serija je obrađivala životne dileme i aktualne teme, odnosno život tinejdžerice s magičnim moćima u srednjoj školi, a kasnije i na fakultetu. Snimljeno je sedam sezona (1996. – 2003.), od kojih su prve 4 u SAD-u emitirane na BBC-u, a posljednje tri od 2000. godine na WB Television Networku.